# Kwon Oh-son
Kwon Oh-son ((권오손?, 權五孫?); 3 febbraio 1959) è un allenatore di calcio ed ex calciatore sudcoreano, di ruolo difensore.